# Strychnos mitscherlichii
Strychnos mitscherlichii är en tvåhjärtbladig växtart som beskrevs av Schomb.. Strychnos mitscherlichii ingår i släktet Strychnos och familjen Loganiaceae.

## Underarter
Arten delas in i följande underarter:
- S. m. amapensis
- S. m. pubescentior